# Falko Zandstra
Falko Zandstra (Heerenveen, 27 december 1971) is een Nederlands voormalig langebaanschaatser en schaatscoach. Vanwege zijn dunne benen werd hij ook wel de Gespierde Spijker genoemd.

## Biografie
Zandstra gold als een natuurtalent, dat al op jonge leeftijd 'piekte'. In 1990 en 1991 werd hij wereldkampioen bij de junioren. In 1991 won hij met een wereldrecord op de kleine vierkamp. In zijn internationale debuutjaar 1992 werd hij direct Europees kampioen en tweede op het wereldkampioenschap, na Roberto Sighel. Ook won hij dat jaar de wereldbeker op de 1500 meter en olympisch zilver op de vijf kilometer. Een jaar later, in 1993, werd Zandstra wereldkampioen schaatsen in Hamar, Noorwegen. Dat jaar werd hij ook wederom Europees kampioen.
In de periode 1992/1993 was Zandstra voor veel jonge meisjes een idool. Interviews en posters verschenen onder meer in de Tina. Rond die tijd verscheen hij tevens, samen met enkele andere schaatsers, onder wie Sandra Voetelink, in een reclamefilmpje van Bolletje.
Vanaf 1994 ging het bergafwaarts met zijn carrière. Op de Olympische Spelen van 1994 in Lillehammer pakte hij eenmaal brons (1500 meter) en werd hij op de vijf en de tien kilometer vierde. Wel wist hij in 1994 andermaal de wereldbeker op de 1500 meter te winnen. In 1995 werd hij nog tweede bij het Europees Kampioenschap. Op het WK allround van dat jaar viel hij op de 1500 meter doordat hij het bandje, dat om de arm van een schaatser zit om aan te geven in welke baan hij is gestart, over zijn eigen schaats gooide. Hierdoor wist hij zich niet te kwalificeren voor de 10.000 meter.
Na zijn carrière als langebaanschaatser heeft Zandstra het nog even geprobeerd op de marathon. Dit echter zonder succes, waarna hij in 1999 zijn schaatsen definitief aan de wilgen hing. Na zijn schaatscarrière begon hij een eigen bedrijf in dak- en wandbeplating. 
Vanaf het seizoen 2006/2007 was Falko weer te zien op het ijs, als coach van Helen van Goozen. In 2011 werd Zandstra aangesteld als coach van het Nederlandse Crashed Ice-team met onder meer oud-collega Ritsma en Glenn Bakx.

## Records

### Persoonlijk records
| Afstand      | Tijd     | Datum            | Baan       |
| ------------ | -------- | ---------------- | ---------- |
| 500 meter    | 37,89    | 7 januari 1994   | Hamar      |
| 1000 meter   | 1.13,98  | 5 januari 1998   | Heerenveen |
| 1500 meter   | 1.50,90  | 20 december 1997 | Heerenveen |
| 3000 meter   | 3.57,64  | 1 maart 1991     | Calgary    |
| 5000 meter   | 6.39,57  | 18 december 1997 | Heerenveen |
| 10.000 meter | 13.46,96 | 24 januari 1993  | Heerenveen |

### Wereldrecords
| Nr.     | Afstand               | Tijd    | Datum            | Baan       |
| ------- | --------------------- | ------- | ---------------- | ---------- |
| jr1.    | 3000 meter (junioren) | 4.02,10 | 13 maart 1990    | Heerenveen |
| 1./jr2  | Kleine vierkamp       | 159,753 | 17 februari 1991 | Heerenveen |
| jr3.    | 3000 meter (junioren) | 3.57,64 | 1 maart 1991     | Calgary    |
| jr4.    | 1500 meter (junioren) | 1.53,26 | 2 maart 1991     | Calgary    |
| jr5.    | 5000 meter (junioren) | 6.47,10 | 3 maart 1991     | Calgary    |
| 2./jr6. | Kleine vierkamp       | 156,059 | 3 maart 1991     | Calgary    |
| 3.      | Grote vierkamp        | 156,882 | 24 januari 1993  | Heerenveen |

Noot: De senioren wereldrecords op de kleine vierkamp zijn gezet als junior.

### Adelskalender
Van 23 januari 1993 tot 13 maart 1993 was Falko Zandstra aanvoerder van de Adelskalender. Daarmee heeft hij 49 dagen aan de top van de lijst gestaan.
Hieronder staan de persoonlijke records (PR's) waarmee Falko Zandstra aan de top van de Adelskalender kwam en de PR's die hij had staan toen hij van de eerste plek verdreven werd. Tevens zijn de gegevens weergegeven van de schaatsers die voor en na hem aan de top van de lijst stonden.
| Datum      | 500 m | 1500 m  | 5000 m  | 10.000 m | Punten  | Voorganger / Opvolger |
| ---------- | ----- | ------- | ------- | -------- | ------- | --------------------- |
| 22-01-1993 | 38,17 | 1.52,62 | 6.38,77 | 13.43,54 | 156,764 | Johann Olav Koss      |
| 23-01-1993 | 37,90 | 1.52,17 | 6.40,01 | 13.46,96 | 156,639 | -                     |
| 13-03-1993 | 38,17 | 1.52,53 | 6.36,57 | 13.43,54 | 156,514 | Johann Olav Koss      |

## Resultaten
| Jaar | NK Afstanden                           | NK Allround | EK Allround | Olympische Spelen             | WK Allround | WK Junioren |
| ---- | -------------------------------------- | ----------- | ----------- | ----------------------------- | ----------- | ----------- |
| 1989 | 12e 1500m                              |             |             |                               |             |             |
| 1990 | 8e 500m · 4e 1000m · 11e 1500m · 5000m |             |             |                               |             | Goud        |
| 1991 |                                        | 5e          |             |                               |             | Goud        |
| 1992 | 1000m · 1500m · 5e 5000m · 4e 10.000m  | Goud        | Goud        | 10e 1000m · 7e 1500m · 5000m  | Zilver      |             |
| 1993 | NS2 500m · 1500m · 5000m · 10.000m     | Goud        | Goud        |                               | Goud        |             |
| 1994 | 4e 1500m · 5000m · 10.000m             |             | Brons       | 1500m · 4e 5000m · 4e 10.000m | -           |             |
| 1995 | 1500m · 5000m · 10.000m                | Goud        | Zilver      |                               | NC26        |             |
| 1996 |                                        | 4e          |             |                               |             |             |
| 1997 |                                        | Zilver      | Brons       |                               | NC14        |             |
| 1998 | 7e 1500m · 5e 5000m · 10.000m          | 11e         | 5e          |                               |             |             |

- = geen deelname
NC# = niet gekwalificeerd voor de laatste afstand, maar wel als # geklasseerd in de eindrangschikking

### Medaillespiegel
| Kampioenschap     | Goud | Zilver | Brons |
| ----------------- | ---- | ------ | ----- |
| NK Allround       | 3    | 1      | 0     |
| EK Allround       | 2    | 1      | 2     |
| WK Allround       | 1    | 1      | 0     |
| WK Junioren       | 2    | 0      | 0     |
| Olympische Spelen | 0    | 1      | 1     |

Prive

Toen Falko de EK Allround 1992 goud won, werdt bij hem uitgenodigd voor de allereerste keer om de Meppeler Theemuts op te dragen. De Meppeler Theemuts is een traditie in de Schaatsport en werdt jaren later heel veel keren gebruikt. Na 30 jaar scheef de Media er in 2022 over.
Rudolf Ericson · Peder Østlund · Jaap Eden · Oscar Mathisen · Ivar Ballangrud · Michael Staksrud · Åke Seyffarth · Nikolaj Mamonov · Hjalmar Andersen · Boris Sjilkov · Dmitri Sakoenenko · Juhani Järvinen · Knut Johannesen · Jonny Nilsson · Per Ivar Moe · Eduard Matoesevitsj · Ard Schenk · Kees Verkerk · Magne Thomassen · Hans van Helden · Vladimir Lobanov · Jan Egil Storholt · Sergej Martsjoek · Vladimir Belov · Eric Heiden · Viktor Sjasjerin · Andrej Bobrov · Nikolaj Goeljajev · Michael Hadschieff · Eric Flaim · Johann Olav Koss · Falko Zandstra · Rintje Ritsma · Gianni Romme · Jochem Uytdehaage · Chad Hedrick · Sven Kramer · Shani Davis · Patrick Roest
Onofficiële Europese kampioenschappen

1891: Onbeslist ·
1892: Onbeslist · 
1946: Göthe Hedlund 

Officiële Europese kampioenschappen

1893: Rudolf Ericson · 
1894: Onbeslist ·
1895: Alfred Næss · 
1896: Julius Seyler · 
1897: Julius Seyler · 
1898: Gustaf Estlander · 
1899: Peder Østlund · 
1900: Peder Østlund · 
1901: Rudolf Gundersen · 
1902: Johan Schwartz · 
1903: Onbeslist ·
1904: Rudolf Gundersen · 
1905: Johan Vikander · 
1906: Rudolf Gundersen · 
1907: Moje Öholm · 
1908: Moje Öholm · 
1909: Oscar Mathisen · 
1910: Nikolaj Stroennikov · 
1911: Nikolaj Stroennikov · 
1912: Oscar Mathisen · 
1913: Vasilij Ippolitov · 
1914: Oscar Mathisen · 
1922: Clas Thunberg · 
1923: Harald Strøm · 
1924: Roald Larsen · 
1925: Otto Polacsek · 
1926: Julius Skutnabb · 
1927: Bernt Evensen · 
1928: Clas Thunberg · 
1929: Ivar Ballangrud · 
1930: Ivar Ballangrud · 
1931: Clas Thunberg · 
1932: Clas Thunberg · 
1933: Ivar Ballangrud · 
1934: Michael Staksrud · 
1935: Karl Wazulek · 
1936: Ivar Ballangrud · 
1937: Michael Staksrud · 
1938: Charles Mathiesen · 
1939: Alfons Bērziņš · 
1947: Åke Seyffarth · 
1948: Reidar Liaklev · 
1949: Sverre Farstad · 
1950: Hjalmar Andersen · 
1951: Hjalmar Andersen · 
1952: Hjalmar Andersen · 
1953: Kees Broekman · 
1954: Boris Sjilkov · 
1955: Sigge Ericsson · 
1956: Jevgeni Grisjin · 
1957: Oleg Gontsjarenko · 
1958: Oleg Gontsjarenko · 
1959: Knut Johannesen · 
1960: Knut Johannesen · 
1961: Viktor Kositsjkin · 
1962: Robert Merkoelov · 
1963: Nils Egil Aaness · 
1964: Ants Antson · 
1965: Eduard Matoesevitsj · 
1966: Ard Schenk · 
1967: Kees Verkerk · 
1968: Fred Anton Maier · 
1969: Dag Fornæss · 
1970: Ard Schenk · 
1971: Dag Fornæss · 
1972: Ard Schenk · 
1973: Göran Claeson · 
1974: Göran Claeson · 
1975: Sten Stensen · 
1976: Kay Arne Stenshjemmet · 
1977: Jan Egil Storholt · 
1978: Sergej Martsjoek · 
1979: Jan Egil Storholt · 
1980: Kay Arne Stenshjemmet · 
1981: Amund Sjøbrend · 
1982: Tomas Gustafson · 
1983: Hilbert van der Duim · 
1984: Hilbert van der Duim · 
1985: Hein Vergeer · 
1986: Hein Vergeer · 
1987: Nikolaj Goeljajev · 
1988: Tomas Gustafson · 
1989: Leo Visser · 
1990: Bart Veldkamp · 
1991: Johann Olav Koss · 
1992: Falko Zandstra · 
1993: Falko Zandstra · 
1994: Rintje Ritsma · 
1995: Rintje Ritsma · 
1996: Rintje Ritsma · 
1997: Ids Postma · 
1998: Rintje Ritsma · 
1999: Rintje Ritsma · 
2000: Rintje Ritsma · 
2001: Dmitri Sjepel · 
2002: Jochem Uytdehaage · 
2003: Gianni Romme · 
2004: Mark Tuitert · 
2005: Jochem Uytdehaage · 
2006: Enrico Fabris · 
2007: Sven Kramer · 
2008: Sven Kramer · 
2009: Sven Kramer · 
2010: Sven Kramer · 
2011: Ivan Skobrev · 
2012: Sven Kramer · 
2013: Sven Kramer · 
2014: Jan Blokhuijsen · 
2015: Sven Kramer · 
2016: Sven Kramer · 
2017: Sven Kramer · 
2019: Sven Kramer · 
2021: Patrick Roest · 
2023: Patrick Roest · 
2025: Sander Eitrem